# Gute Luise

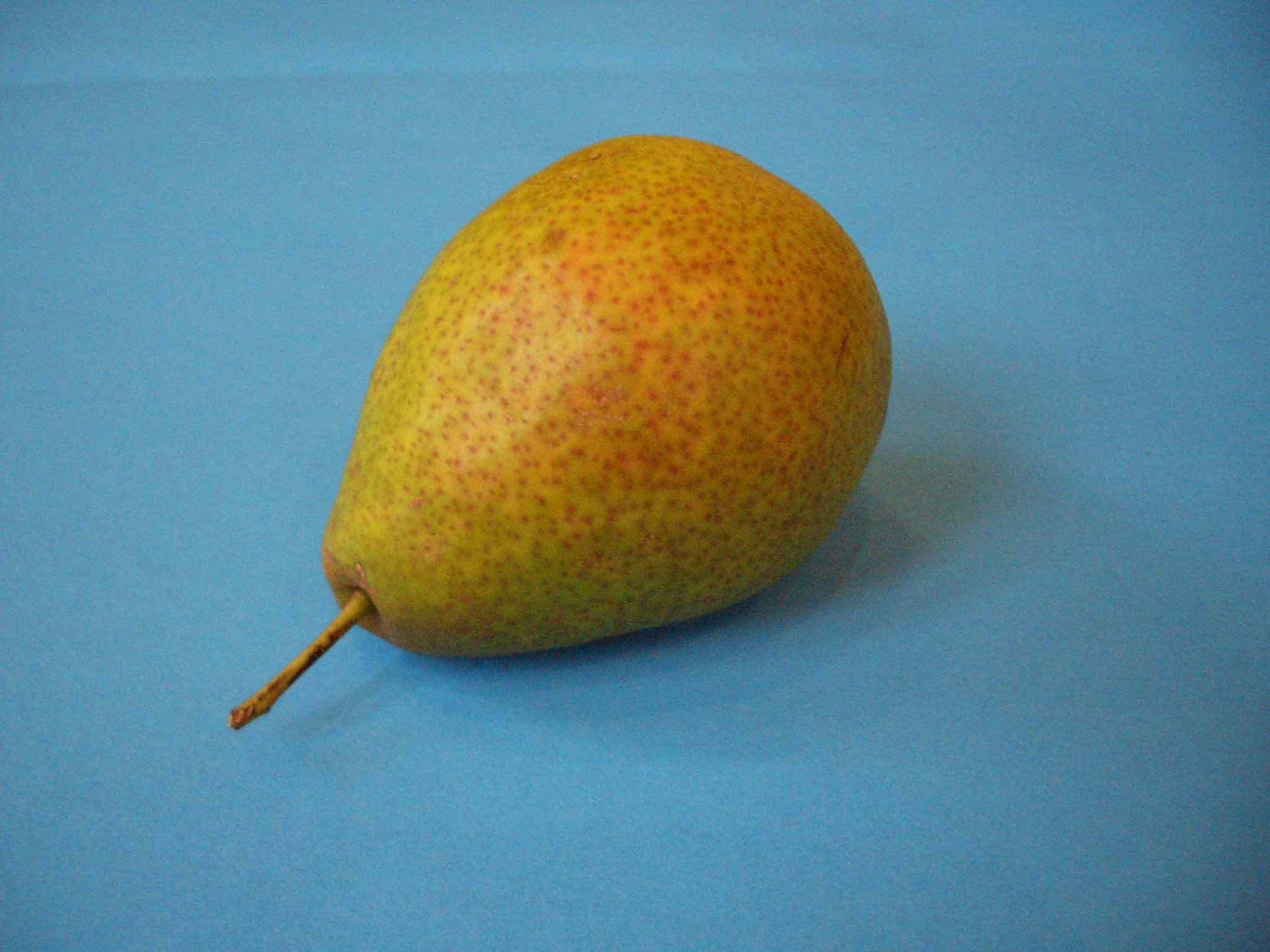
Frucht der Sorte ‘Gute Luise’

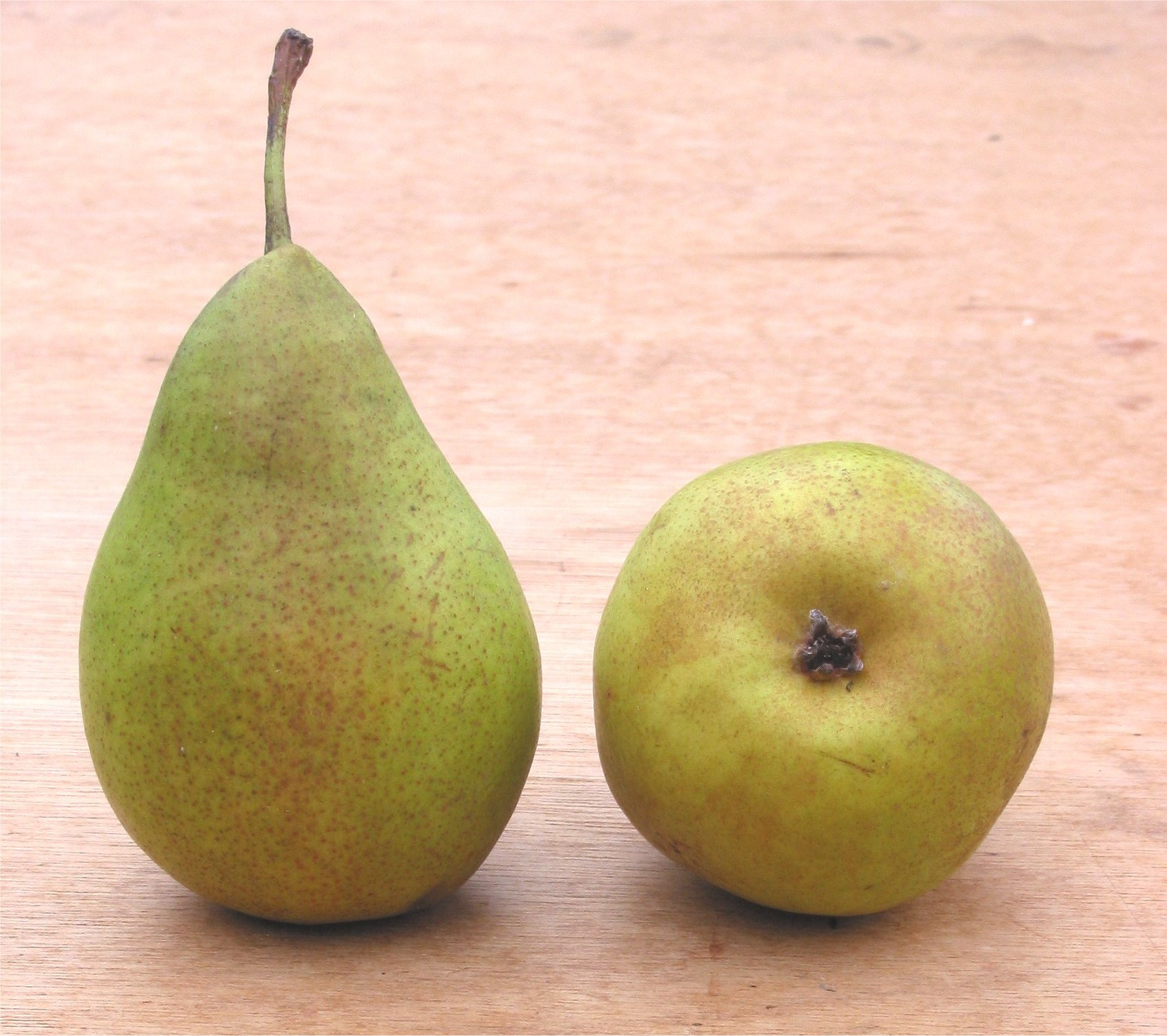
Früchte von der Seite und Detail des Kelchs

Die Gute Luise von Avranches ist eine traditionsreiche Sorte der Birne (Pyrus communis). Als Zufallssämling wurde die Gute Luise 1778 durch einen Monsieur de Longueval in Avranches entdeckt. Der Originalname wird entweder mit Bonne de Longueval oder, nach einer Widmung an Longuevals Frau Louise, Bonne Louise d’Avranches angegeben. Zahlreiche weitere Synonyme sind seitdem entstanden, etwa ‘Prinz von Württemberg’, ‘Französische Rousselet’, ‘William IV’ oder am häufigsten kurz ‘Gute Luise’.
‘Gute Luise von Avranches’ darf nicht mit ‘Wahre Gute Luise’ (‘Louise Bonne’, Merlet 1667), die auch Duhamel, Johann Prokop Mayer und Diel beschreiben, verwechselt werden.
Der Baum wächst mittelstark bis stark und ist für alle Erziehungsformen geeignet. Die Äste stehen schräg bis steil aufrecht am Stamm. Die Krone entwickelt sich deshalb schmal und hoch. Die Blütezeit ist mittelfrüh, die Blüte setzt schon bei jungen Bäumen ein.
Die mittelgroße Frucht ist etwa 70–90 mm lang und 150–200 g schwer. Die regelmäßige und typisch birnenförmige Frucht hat eine grünlich-gelbe Grundfarbe und ist sonnenseits braunrot. Das Fruchtfleisch ist weiß bis gelblich-weiß, schmelzend, saftig und süß-säuerlich. Sie erreicht ihre Pflückreife Mitte September, die Genussreife im Oktober (Mitteleuropa) und ist bei −1 °C bis Januar lagerfähig. Die Gute Luise ist geeignet zum Dörren.
Der Anbau sollte bevorzugt auf guten Böden erfolgen. Die Ansprüche an Standort und Klima sind nicht sehr hoch, sie ist deshalb breit anbaufähig bis in mittlere Höhenlagen. Gute Erträge setzen aber einen warmen Standort auf kalkarmem Boden voraus; Holz und Blüten können durch Frost geschädigt werden. Der Ertrag setzt früh bis mittelspät ein und ist hoch. Die Sorte ist anfällig für Schorf sowohl an den Blättern als auch an der Frucht. Gute Befruchter dieser diploiden Sorte sind ‘Clapps Liebling’, ‘Conference’, ‘Köstliche von Charneux’ und ‘Vereinsdechantsbirne’.
Siehe auch: Liste der Birnensorten

## Belege
- Manfred Fischer (Hrsg.): Farbatlas Obstsorten. 2., stark überarbeitete Auflage. Ulmer, Stuttgart 2003, ISBN 3-8001-5547-8, S. 105.
- Walter Hartmann (Hrsg.): Farbatlas Alte Obstsorten. 2., stark überarbeitete Auflage. Ulmer, Stuttgart 2003, ISBN 3-8001-4394-1, S. 198.